# (10568) Yoshitanaka
(10568) Yoshitanaka (1994 CF1) – planetoida z grupy pasa głównego asteroid okrążająca Słońce w ciągu 4,42 lat w średniej odległości 2,69 j.a. Odkryta 2 lutego 1994 roku.